# 舟知恵
舟知 恵（ふなち めぐみ、1926年3月30日 - ）は、日本の詩人、インドネシア文学翻訳家。

## 略歴
奈良県出身。本姓・五百沢。1943年長生高等女学校（現・千葉県立茂原高等学校）卒、1970年アテネ・フランセ卒。72-76年ジャカルタ滞在。1977年「現代インドネシア詩集・恋人は遠い島に」で日本翻訳文化賞受賞。

## 著書
- 『草にのこる道』四季書房 1959
- 『遠い鍵』表現社 1971
- 『秋のない国』踏青社 1991
- 『草の輪郭 歌集』踏青社 2004

### 翻訳
- 『恋人は遠い島に 現代インドネシア詩集』弥生書房 1977
- 『ヌサンタラの夜明け ハイリル・アンワルの全作品と生涯』訳・著. 弥生書房 1980
- シティスマンダリ・スロト『民族意識の母カルティニ伝』 (インドネシア叢書. 人文・社会編）松田まゆみ共訳. 井村文化事業社 1982
- 『インドネシア女流文学選集』アイップ・ロシディ共編, 松田まゆみ、深町敬子共訳 井村文化事業社(東南アジアブックス. インドネシアの文学  1983
- Nh.ディニ『エリサ出発』 (現代アジアの女性作家秀作シリーズ) 段々社 1984
- 『アミル・ハムザ全作品と生涯』訳・著. 弥生書房 1985
- Y.B.マングンウィジャヤ『嵐の中のマニャール』井村文化事業社 (東南アジアブックス インドネシアの文学 1987
- アイップ・ロシディ『祖国の子へ 未明の手紙』踏青社 1990
- Y.B.マングンウイジャヤ『香料諸島綺談 鯨や鰹や小鰯たちの海』めこん (アジアの現代文学 インドネシア) 1996
- テーハ・スリ・ラハユ・プリハトミ『廃虚の上に』 (アジア女流作家シリーズ 文科 1997
- Y.B.マングンウイジャヤ『イリアン森と湖の祭り』木犀社 2000